# Vladimír Václavek
Vladimír Václavek (* 16. prosince 1959 Rýmařov) je český hudebník, jehož tvorba je ovlivněna alternativním rockem a world music. V osmdesátých letech působil jako kytarista a baskytarista brněnských rockových skupin Dunaj a E, později se vydal na sólovou dráhu. Jako instrumentalista, zpěvák, skladatel a autor textů (zhudebnil také poezii Bohuslava Reynka, Antonína Přidala a dalších autorů) vydal alba, často meditativně laděné hudby: Jsem hlína, jsem strom, jsem stroj (1994), Písně nepísně (2003), Ingwe (2005) a Barvy Radugy (2015). Nahrál spolu s kytaristou Josefem Ostřanským a zpěvačkou Zuzanou Jelínkovou baladické album Domácí lékař (1996), s Ivou Bittovou dvojalbum Bílé inferno (1997) a s bubeníkem Milošem Dvořáčkem experimentálně rockové desky Život je pulsující píseň (2007) a desku Edel (2011). Byl spoluzakladatelem hudebních skupin Rale (s japonskou houslistkou Takumi Fukušima) a jazzrockové Čikori.
Vydal básnické sbírky Stín stromu (1994) a Obrazy cesty (2000) a knihu Neviditelný svět (2013), inspirovanou jeho zkušenostmi s šamanismem. Žije v Broumově (okres Náchod).